# 時空攔截
《時空攔截》（英語：Jacob's Ladder）是一部1990年美國恐怖片，由阿德里安·莱恩導演，布魯斯·喬爾·魯賓編劇。本片片名指涉《旧约圣经》的典故雅各的天梯，劇情受到《西藏度亡经》等東方宗教元素所啟發。蒂姆·罗宾斯飾演男主角傑克布，他在參與越戰並受傷的四年後，於生活中遭受越戰記憶和奇怪異相折磨。其他演員包含伊莉莎白·潘娜、丹尼·愛羅與麥特·克萊文等人。
魯賓最初在1980年開始寫本片的劇本，該劇本並非乏人問津，但過了好幾年才由派拉蒙影業轉手給卡洛可影業製作。電影於1989年9月起在紐約和波多黎各拍攝，1990年1月杀青，耗資4000萬美元。《時空攔截》於1990年11月2日在美國上映，首週末登榜全美票房冠軍。本片獲得多數影評人的好評，隨著時間推移已被視為邪典電影。翻拍電影《時空攔截2019》於2019年上映，口碑不及原作。

## 劇情概要
越戰期間的1971年10月6日，美國陸軍第1騎兵師的步兵傑克布和同袍在湄公河三角洲的營地裡突然遭到攻擊，軍人們紛紛口鼻流血倒地。傑克布逃進森林，被一人用刀刺傷腹部，倒地不起。
傑克布在紐約地鐵上醒來。時間已是四年後，傑克布在郵局工作，和同事兼女友傑茜住在公寓裡。傑克布在越戰之前曾結過婚，與妻子莎拉育有三子，么子蓋比因意外身亡，令傑克布悲慟不已。傑克布在生活中遭遇各種異象，前去找認識的醫生卡爾森求診，卻被告知卡爾森在一個月前因汽車爆炸而身亡。之後在一場派對中，傑克布偶然讓靈媒看了手相，靈媒稱傑克布已經死了，但傑克布一笑置之。在跳舞時，傑克布出現嚴重的幻覺並昏倒。傑茜讓發高燒的傑克布泡在冰塊裡，傑克布做了夢，夢中他和妻子仍一起生活，蓋比也還活著。
一段時間後，傑克布得知越戰同袍保羅也遇到類似的異象，但在酒館會面完後，傑克布親眼看著保羅因車子爆炸而身亡。保羅的葬禮上，其他同袍自承也遇到不尋常的情況，傑克布堅信軍方對他們做了非法的事情，便聘請律師吉爾裡調查。但吉爾裡最終拒絕委託，且同袍們都表態退出，傑克布懷疑有人威脅他們。不久後傑克布在街上遭人襲擊，被送到一家醫院治療骨折，但這家醫院的景象宛如噩夢，一群醫生（傑茜也是其中之一）告知傑克布他已死亡，此處是他的歸宿。傑克布的整骨師好友路易斯前來將他救出，並將埃克哈特大师說過的話告訴他，勸他放下，靈魂便不會再受折磨。
傑克布恢復行走能力後，一名自稱化學家的男子邁克爾·紐曼找上了他，稱傑克布是政府實驗致幻剂「天梯」的受害者，證實了傑克布的猜想。這種藥會增加人的攻擊性，軍方希望藉此使美國士兵更加強大，秘密以傑克布的部隊做實驗，但結果導致士兵們瘋狂地自相殘殺，傑克布也想起刺傷自己的就是美國士兵。傑克布五味雜陳，決定回到空物一人的老家，在家中看到本已死去的蓋比。傑克布情緒激動，蓋比拉著他的手，兩人走上樓梯。
畫面回到1971年的越南，軍醫宣告雅各不治身亡，並取下他的兵籍牌。軍醫注意到雅各在垂死時拚命掙扎，但死去的時候顯得很平靜。

## 演員
- 蒂姆·罗宾斯飾演傑克布·辛格（Jacob Singer）：哲學博士，在軍中的綽號是「教授」（Professor）[4]，也有人叫他「傑克」（Jack）。名字對應到聖經裡的雅各。三個兒子由長至幼分別是傑德（Jed）、伊萊（Eli）和蓋比（Gabe），分別對應到耶底底亞、以利亞和加百列。
- 伊莉莎白·潘娜（英语：Elizabeth Peña）飾演傑茜（Jezzie），本名是傑茜貝爾（Jezebel）。名字對應到聖經裡的耶洗別。
- 丹尼·愛羅飾演路易斯·德納多（Louis Denardo），又稱路易（Louie），傑克布的整脊師兼好友。
- 麥特·克萊文（英语：Matt Craven）飾演邁克爾·紐曼（Michael Newman）
- 普魯特·泰勒·文斯（英语：Pruitt Taylor Vince）飾演保羅·格魯尼格（Paul Gruneger）：傑克布的越戰同袍。
- 傑森·亞歷山大飾演吉爾裡先生（Mr. Geary）：傑克布與同袍嘗試聘請的律師。
- 派翠西亞·凱倫柏（英语：Patricia Kalember）飾演莎拉·辛格（Sarah Singer）：傑克布的妻子。
- 艾格·拉·薩爾（英语：Eriq La Salle）飾演弗蘭克（Frank）：傑克布的越戰同袍。
- 文·雷姆斯飾演喬治（George）：傑克布的越戰同袍。
- 布萊恩·塔蘭提納（英语：Brian Tarantina）飾演道格（Doug）：傑克布的越戰同袍。
- 安東尼·亞歷山卓（Anthony Alessandro）飾演羅德（Rod）：傑克布的越戰同袍，戰後唯一一個沒有看到異象的人。
- 布蘭特·辛克利（Brent Hinkley）飾演傑瑞（Jerry）：傑克布的越戰同袍。
- S·伊佩瑟·默克森飾演艾莎（Elsa）：幫傑克布看手相的女子。
- 艾文·歐米拉（Evan O'Meara）與凱爾·蓋斯（英语：Kyle Gass）飾演山姆（Sam）與東尼（Tony）：幫助傑茜準備冰塊浴的鄰居。
- 劉易·布萊克飾演傑克布的醫生
- 派瑞·朗（英语：Perry Lang）飾演襲擊傑克布的人
- 麥考利·克金飾演蓋比（Gabe），傑克布的么子。名字對應到聖經裡的加百列。

## 製作過程

### 劇本與發展
編劇布魯斯·喬爾·魯賓於1980年秋季開始創作《時空攔截》的劇本，寫作的契機是他當時做了被困在紐約地鐵的噩夢。《時空攔截》以東方的宗教作為神學方面的參考對象，例如《西藏度亡经》即是魯賓的靈感來源之一，魯賓曾在讀完纽约大学電影學院後在亞洲各國旅行兩年，在尼泊爾的藏傳佛教僧院住過一段時間。劇本中也含有《旧约圣经》的典故雅各的天梯，典故內容即雅各夢見聯繫天國和地球間的天梯。登場角色的名字大多出自聖經典故，早期劇本中主角之妻的名字是以斯帖（Esther）。羅伯特·恩里科的1962年短片《梟河橋記事》也對劇本有所影響。魯賓稱，劇本描寫了靈魂激烈抗爭，試圖達成平靜，讓觀眾跟隨主角進行一場無法預測結果的精神之旅。
劇本先到了環球影業的湯姆·芒特的手上，芒特表示喜愛，但認為不適合他們公司。薛尼·盧梅、迈克尔·艾普特和雷利·史考特都有意擔任導演。在《美國電影》1983年12月號，《時空攔截》被選為十部未被搬上大銀幕的最佳劇本。魯賓表示，雖然許多導演表示喜歡該劇本，但他接到的邀約大多來自主要製作低成本恐怖片的製片商，所以他決定繼續等待。他也承認劇本的內容並不符合好萊塢風格。《美國電影》1987年4月號稱，該劇本備受好評，一度要由李察·基爾演出，但目前仍待售中。
派拉蒙影業買下魯賓的另一部劇本《人鬼情未了》後，當時與派拉蒙合作的導演阿德里安·莱恩收到了《時空攔截》的劇本。1988年秋天，莱恩在1988年美国编剧协会大罢工影響期間試圖找劇本看，結果讀到《時空攔截》並決定將之拍成電影，為此他推辭掉了《夜都迷情》的片約。但是派拉蒙影業在經歷內部變動後，高層憂心於《時空攔截》的結局和越戰情節，將該企劃取消，最後是卡洛可影業接手企劃。根據萊恩的說法，卡洛可影業並沒有干預或要求改動。本片得到2500萬美元的預算，莱恩覺得以這樣一部奇怪的電影來說算是很幸運。

### 選角
蒂姆·罗宾斯與伊莉莎白·潘娜分別飾演傑克布與傑茜，兩人很早就參加了試鏡。兩人在此之前從未擔任電影的主演，魯賓的劇本設定傑茜是美國中西部農場出身，與潘娜並不相稱，罗宾斯先前演的角色也和傑克布很不一樣。不過罗宾斯稱本片對他而言是「嘗試不同方向的大好機會。我喜歡演喜劇，但我知道我也能做點別的」。據稱有意飾演傑克布的幾十名演員中包含德斯汀·荷夫曼、艾尔·帕西诺與李察·基爾，至於為傑茜試鏡過的則有約三百人，包含茱莉娅·罗伯茨、安迪·麥杜維與麥當娜。

### 設計
對於「陰間」（underworld）的惡夢和幻覺元素，魯賓最初採用「地獄之火與硫磺」的視覺風格，有著精緻複雜、彷彿不屬於凡間的布景，以及長著角和翅膀的怪獸，令人聯想到耶罗尼米斯·博斯的畫作。莱恩對此的感想是太過誇張且不現實，在之後的一年中，莱恩與魯賓一同研究並激烈討論。為了做出具有原創性的設計，莱恩看了無數的越戰紀錄影像、閱讀數不盡的瀕死經驗紀錄，並造訪了美國各大特效工作室。兩人最後構想出比較低調微妙、可信的視覺設計，主要受到畫家弗朗西斯·培根、詩人威廉·布莱克與攝影師黛安·阿布斯的作品所啟發。另一方面，本片的一大特點在於模糊了夢與現實的分界，魯賓補充說明道：「我們希望讓惡魔不完全現形，如果你看清全局，那就一點都不恐怖了。」

### 拍攝與後製
本片於1989年9月11日在紐約市開拍，全片於該地和波多黎各拍攝。大多數場景都是於實地拍攝，紐約市的取景地點包含史泰登岛、皇后區與布鲁克林区。傑克布與傑茜的公寓在西23街的摄影棚拍攝，地鐵的橋段在卑爾根街車站的廢棄樓層拍攝。其他出現在電影中的景點還有海景醫院、新泽西州紐華克的艾塞克斯郡法院，以及麦迪逊广场花园的郵局。1990年1月，拍攝工作在托爾圖格羅潟湖附近的叢林結束，劇組在當地拍攝越戰的橋段。本片的最終製作預算為4000萬美元，比原定的2500萬美元還多。本片的軍事顧問是越戰老兵達爾·戴上尉。
電影中高速擺動頭部的人，是晃動攝影機並以每秒4幀（一般而言是24幀）拍攝而成。劇本中的結局出現了一道通往天堂的天梯，但莱恩自知拍不出劇本所描寫的壯觀效果，所以用父親與死去兒子團聚的方式呈現。在試片過後，有鑑於觀眾的反應，莱恩從結尾刪減了無法奏效的部分。本片在試片後刪除了約30分鐘的片段。

### 配樂
本片的配樂由法國作曲家莫里斯·雅爾操刀，電影原聲帶CD於1990年11月2日由瓦雷澤·薩拉班德唱片發行。2020年10月30日，Quartet Records發行了30週年紀念加長版原聲帶CD，為雙碟裝，第一碟為原版原聲帶的修復版（remastered edition），第二碟則收錄重新整理過的曲目。
| 1990年原聲帶曲目列表 | 1990年原聲帶曲目列表           | 1990年原聲帶曲目列表 |
| 曲序                 | 曲目                           | 时长                 |
| -------------------- | ------------------------------ | -------------------- |
| 1.                   | Jacob's Ladder                 | 4:18                 |
| 2.                   | High Fever                     | 7:43                 |
| 3.                   | Descent To Inferno             | 8:20                 |
| 4.                   | Sarah                          | 7:18                 |
| 5.                   | The Ladder                     | 7:15                 |
| 6.                   | Sonny Boy（演出者：艾爾·喬遜） | 3:06                 |
| 总时长：             | 总时长：                       | 38:00                |

| 2020年30週年紀念版（第二碟）曲目列表 | 2020年30週年紀念版（第二碟）曲目列表   | 2020年30週年紀念版（第二碟）曲目列表 |
| 曲序                                 | 曲目                                   | 时长                                 |
| ------------------------------------ | -------------------------------------- | ------------------------------------ |
| 1.                                   | Copter's In                            | 1:20                                 |
| 2.                                   | Convulsions / Stomach Ache             | 2:14                                 |
| 3.                                   | Train Trauma                           | 1:41                                 |
| 4.                                   | Baby Pictures                          | 0:59                                 |
| 5.                                   | Burning Pictures                       | 1:29                                 |
| 6.                                   | Who Are You? / No File / Doctor's Dead | 1:47                                 |
| 7.                                   | Not Human                              | 0:40                                 |
| 8.                                   | Ice Cold                               | 2:16                                 |
| 9.                                   | Fever's Gone                           | 2:47                                 |
| 10.                                  | Am I Dead?                             | 2:07                                 |
| 11.                                  | I See 'Em Too / Car Attack             | 3:10                                 |
| 12.                                  | Funeral                                | 0:56                                 |
| 13.                                  | Spilled Beer / Surveillance            | 1:10                                 |
| 14.                                  | We've Been Watching You                | 1:05                                 |
| 15.                                  | What X-Ray?                            | 1:59                                 |
| 16.                                  | You Okay?                              | 2:03                                 |
| 17.                                  | Walk Again                             | 1:13                                 |
| 18.                                  | Memorabilia                            | 2:24                                 |
| 19.                                  | The Mirror                             | 1:09                                 |
| 20.                                  | Aggressive Tendencies                  | 2:05                                 |
| 21.                                  | Antidote                               | 0:59                                 |
| 22.                                  | Pleasant Dreams                        | 2:24                                 |
| 23.                                  | Demons                                 | 0:56                                 |
| 24.                                  | Demons Are Gone                        | 1:19                                 |
| 25.                                  | Floor Play                             | 1:31                                 |
| 26.                                  | Transformation                         | 1:46                                 |
| 27.                                  | Happy Memories                         | 1:50                                 |
| 28.                                  | Gabe Leads The Way                     | 2:16                                 |
| 29.                                  | Sonny Boy (End Credits)                | 2:08                                 |
| 总时长：                             | 总时长：                               | 49:43                                |

## 上映與迴響
本片於1990年11月2日在美國上映，美國電影協會將本片分為R級，未滿17歲人士不得單獨觀賞。

### 影評
《時空攔截》獲得褒貶不一的評價，但好評較多。根据評論匯總网站爛番茄汇总的69篇评论文章，72%的评论家给予该作正面评价，平均打分为6.60分（满分10分）。该网站总结的评论家共识是“雖然在邏輯和結構上有著令人迷茫的跳轉，《時空攔截》給出一場引人入勝、折磨神經的觀影體驗。”在Metacritic網站上，本片得到「正面評論為主」的綜合評分，獲得了62/100分（20位影評人）。據美國CinemaScore所進行的調查，觀眾的平均評價於A+至F間落於「C-」。

### 票房
本片與《塗鴉橋》同周上映，於首映週末透過1052家電影院收穫750萬美元，排名第一。《洛杉磯時報》認為該票房表現相當穩固。次週末，本片收穫508萬美元，次於新片《異靈七殺》排名第二。根據Box Office Mojo，本片的美國票房至下檔時一共為26,118,851美元。
| 週次 | 上映院數 | 週末票房 （單位：美元） | 累積票房 （單位：美元） | 週末名次 | 備註 |
| ---- | -------- | ----------------------- | ----------------------- | -------- | ---- |
| 1    | 1052     | 750萬                   | 750萬                   | 第1名    |      |
| 2    | 1262     | 508萬                   | 1491萬                  | 第2名    |      |
| 3    | 1264     | 282萬                   | 1925萬                  | 第6名    |      |
| 4    | 1083     | 190萬                   | 2243萬                  | 第9名    |      |
| 5    | 1094     | 82萬                    | 2371萬                  | 第10名   |      |
| 6    | 877      | 42萬                    | 2441萬                  | 第11名   |      |

## 後續影響
《時空攔截》問世之後，對許多恐怖題材作品產生影響。其中一個知名例子是寂静岭系列遊戲，《時空攔截》被視為該套作品最主要的靈感來源之一。《沉默之丘2》和《寂静岭3》的製作人員在訪談中皆提及該片。《X档案》集數《古怪》的導演金·曼納斯在準備製作時反覆聆聽本片的原聲帶來汲取靈感。樂團七級煉獄的成員The Rev是本片的粉絲，他在2009年去世後，樂團歌曲Nightmare的音樂錄影帶（MV）將本片當作致敬對象。
翻拍電影《時空攔截2019》於2019年上映，影評人給予的評價多為負面。

## 備註
1. ↑  台詞摘錄：艾克哈特也見過地獄，（…）他說地獄裡唯一燃燒的，是你內心裡不願放下的那一部分，（…）但他說，這不是在懲罰你，這是在釋放你的靈魂。（…）所以在他看來，如果你害怕死亡，不肯放手，你會看到魔鬼把你的生命撕裂。但如果你已經達成內心的和平，那麼這些魔鬼其實是天使，將你從凡塵中解脫出來。
2. ↑  原文：
3. ↑  原文：
4. ↑  原文：

## 腳註
1. ↑  . British Board of Film Classification. 1990-11-06  [2016-10-02]. （原始内容存档于2016-10-03） （英语）.
2. 1 2 3 4 5 6 7 8 9 10 11 12 13 14 15 16 17 18 19 20  Golden, Tim. . The New York Times. 1990-10-28  [2023-10-13]. （原始内容存档于2016-09-27） （美国英语）.
3. 1 2  Box Office Mojo上《Jacob's Ladder》的資料（英文）
4. ↑  Marcks, Iain. . The American Society of Cinematographers. 2021-12-19  [2024-03-09]. （原始内容存档于2024-03-09） （英语）.
5. ↑  Rubin 1990，第149頁，§Jacob's Chronicle.
6. 1 2 3 4 5 6 7 8  Hartl, John. . The Seattle Times. 1990-11-01  [2010-02-06]. （原始内容存档于2017-12-01） （美国英语）.
7. 1 2 3 4 5 6  Goldstein, Patrick. . Los Angeles Times. 1990-10-30  [2023-10-16] （美国英语）.
8. 1 2  Rebello, Stephen. . American Film（英语：American Film (magazine)） 9 (3). 1983-12-01: 44-45, 47-50 （英语）.ProQuest 964085511
9. ↑  Rebello, Stephen. . American Film（英语：American Film (magazine)） 12 (6). 1987-04-01: 33 （英语）.ProQuest 964084127
10. ↑  . The Hollywood Reporter 309 (12). 1989-09-13: 14 （英语）.ProQuest 2859059855
11. ↑  . The Hollywood Reporter 309 (11). 1989-09-12: 32-34, 39 （英语）.ProQuest 2859059855
12. 1 2 3 4 5 6  美国电影学会目录上的《時空攔截》（英文）
13. ↑  Haflidason, Almar. . BBC. 2001-10-05  [2024-03-02]. （原始内容存档于2015-10-19） （英语）.
14. ↑  . Soundtrack.Net.   [2024-03-05]. （原始内容存档于2024-03-09） （美国英语）.
15. 1 2 3  . Quartet Records.   [2024-03-05]. （原始内容存档于2024-05-28） （美国英语）.
16. 1 2  . Rotten Tomatoes.   [2024-03-04]. （原始内容存档于2024-07-08） （英语）.
17. ↑  . Metacritic.   [2024-03-04]. （原始内容存档于2024-04-20） （英语）.
18. ↑  需在下面的搜索框输入电影原名，页面会自动显示评分：. CinemaScore.   [2022-03-31]. （原始内容存档于2017-09-16） （英语）.
19. ↑  . Box Office Mojo.   [2023-10-31]. （原始内容存档于2023-11-01） （英语）.
20. ↑  Broeske, Pat H. . Los Angeles Times. 1990-11-06  [2024-03-06]. （原始内容存档于2024-03-09） （美国英语）.
21. ↑  . Box Office Mojo.   [2023-10-31]. （原始内容存档于2023-11-01） （英语）.
22. ↑  Broeske, Pat H. . Los Angeles Times. 1990-11-12  [2024-03-06]. （原始内容存档于2023-07-30） （美国英语）.
23. ↑  . Box Office Mojo.   [2023-10-31]. （原始内容存档于2023-11-01） （英语）.
24. ↑  . SYFY Official Site. 2020-11-02  [2024-03-09]. （原始内容存档于2024-05-25） （美国英语）.
25. ↑  O'Brien, Lucy. . IGN. 2013-05-06  [2024-03-04]. （原始内容存档于2024-03-04） （英语）.
26. ↑  IGN Staff. . IGN. 2001-08-17  [2024-03-04]. （原始内容存档于2023-01-11） （英语）.
27. ↑  IGN Staff. . IGN. 2002-06-12  [2024-03-04]. （原始内容存档于2024-03-04） （英语）.
28. ↑  Lowry 1997，第158頁.
29. ↑  Archive-Kyle-Anderson. . MTV News.   [2019-02-21]. （原始内容存档于2019-02-22） （英语）.
30. ↑  . Rotten Tomatoes.   [2024-03-04]. （原始内容存档于2023-06-06） （英语）.